# Strażnica WOP Zasieki
Strażnica Wojsk Ochrony Pogranicza Zasieki – zlikwidowany podstawowy pododdział graniczny Wojsk Ochrony Pogranicza pełniący służbę graniczną na granicy polsko-niemieckiej.

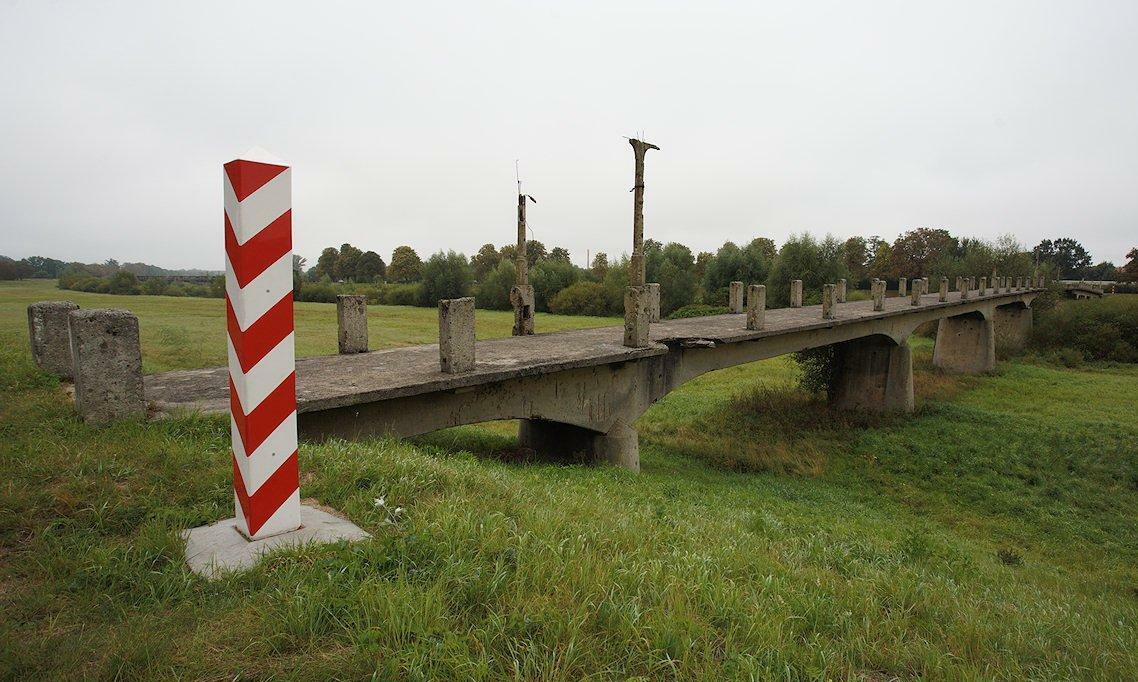
Granica polsko-niemiecka, znak gran. w rej. Zasiek (wrzesień 2009)

Strażnica Straży Granicznej w Zasiekach – zlikwidowana graniczna jednostka organizacyjna Straży Granicznej realizująca zadania bezpośrednio w ochronie granicy państwowej z Niemcami.

## Formowanie i zmiany organizacyjne
Strażnica została sformowana w 1945 w strukturze 5 komendy odcinka Tuplice jako 25 strażnica WOP (Barść). Kierownictwo strażnicy stanowili: komendant strażnicy, zastępca komendanta do spraw polityczno-wychowawczych i zastępca do spraw zwiadu. Strażnica składała się z dwóch drużyn strzeleckich, drużyny fizylierów, drużyny łączności i gospodarczej. Etat przewidywał także instruktora do tresury psów służbowych oraz instruktora sanitarnego. W 1947 została przeformowania na strażnicę I kategorii – 55 wojskowych.
W związku z reorganizacją oddziałów WOP 24 kwietnia 1948, strażnica została włączona w struktury 30 batalionu Ochrony Pogranicza, a 1 stycznia 1951 91 batalionu WOP w Tuplicach. 
Od 15 marca 1954 wprowadzono nową numerację strażnic, a strażnica WOP Zasieki I kategorii otrzymała nr 34 w skali kraju. 
W 1955 rozformowana została Graniczna Placówka Kontrolna Zasieki (GPK Zasieki), a przejście graniczne Zasieki-Forst (kolejowe) podporządkowano strażnicy. W związku z tym na strażnicy utworzono etaty starszego kontrolera i 2 kontrolerów. 
W 1956 rozpoczęto numerowanie strażnic na poziomie brygady. Strażnica WOP Zasieki I kategorii była 7. w 9 Brygadzie Wojsk Ochrony Pogranicza. 
W 1960 funkcjonowała jako 15 strażnica WOP Zasieki I kategorii w strukturach 91 batalionu WOP, a 1 stycznia 1964 jako strażnica WOP nr 14 II kategorii. Natomiast w marcu 1968 była jako strażnica techniczna WOP nr 13 Zasieki typu I w strukturach ww. batalionu.
W 1976 Wojska Ochrony Pogranicza przeszły na dwuszczeblowy system zarządzania. Strażnicę podporządkowano bezpośrednio pod sztab Lubuskiej Brygady WOP w Krośnie Odrzańskim. Strażnicę podporządkowano bezpośrednio pod sztab Lubuskiej Brygady WOP w Krośnie Odrzańskim, a w 1984 utworzonego batalionu granicznego WOP Gubin jako strażnica WOP Zasieki lądowa kategorii I. Po rozformowaniu Lubuskiej Brygady WOP, 1 listopada 1989 strażnica została włączona w struktury Łużyckiej Brygady WOP w Lubaniu Śląskim i tak funkcjonowała do 15 maja 1991 .
Straż Graniczna:
Po rozwiązaniu Wojsk Ochrony Pogranicza, 16 maja 1991 przejęta została przez Lubuskiego Oddziału Straży Granicznej w Krośnie Odrzańskim i przyjęła nazwę Strażnica Straży Granicznej w Zasiekach.
W ramach reorganizacji struktur Straży Granicznej związanej z przygotowaniem Polski do wstąpienia, do Unii Europejskiej i  przystąpieniem do Traktatu z Schengen. Podczas restrukturyzacji wprowadzono kompleksową ochronę granicy już na najniższym szczeblu organizacyjnym tj. strażnica i graniczna placówka kontrolna. Wprowadzona całościowa ochrona granicy zniosła podział na graniczne jednostki organizacyjne ochraniające tylko tzw. „zieloną granicę” i prowadzące tylko kontrole ruchu granicznego. W wyniku tego, 2 stycznia 2003 strażnica SG w Zasiekach została rozformowana i ochraniany odcinek wraz z obsadą etatową przejęła Graniczna Placówka Kontrolna SG w Olszynie kategorii I.

## Ochrona granicy
W 1960 15 strażnica WOP Zasieki I kategorii ochraniała odcinek granicy państwowej o długości 7 200 m.
- Od znaku granicznego nr 348, do znaku gran. nr 363.

## Wydarzenia
- 13 grudnia 1981–22 lipca 1983 – (stan wojenny w Polsce), normę służby granicznej dla żołnierzy podwyższono z 8 do 12 godzin na dobę. Ścisłą kontrolą objęto całą strefę nadgraniczną. W stan gotowości były postawione pododdziały odwodowe[13].

## Strażnice sąsiednie
- 24 strażnica WOP Olszyna ⇔ 26 strażnica WOP Janów – 1946
- 24 strażnica WOP Olszyna ⇔ 27 strażnica WOP Późno – 1947
- strażnica OP Rokita nr 25a ⇔ 27 strażnica OP Strzegów kat. II – 18.01.1950
- 6 strażnica WOP Rokita ⇔ 8 strażnica WOP Strzegów – 1957
- 16 strażnica WOP II kat. Rokita ⇔ 14 strażnica WOP II kat. Strzegów – 1960
- 15 strażnica WOP lądowa II kat. Rokita ⇔ 13 strażnica WOP lądowa II kat. Strzegów – 01.01.1964
- strażnica techniczna WOP nr 14 Olszyna typ I ⇔ strażnica techniczna WOP nr 12 Strzegów typ III – 01.07.1967
- strażnica WOP Olszyna lądowa kat. I ⇔ strażnica WOP Strzegów lądowa – 1984

Straż Graniczna:
- strażnica SG w Olszynie ⇔ strażnica SG w Strzegowie – 16.05.1991.

## Komendanci/dowódcy strażnicy
- por. Mieczysław Kręglicki (01.01.1951–14.02.1952)[14]
- Czesław Kobis (od 16.03.1952)[15]
- chor. Franciszek Szczepaniak (był w 1952)
- por. Józef Salamoniak (1953–1955)
- por. Henryk Kiszewski (1955–1958)
- kpt. Adam Świetliokowski (1958–1962)
- kpt. Jan Szwagier (1962–1966)
- por. Henryk Pawski cz.p.o. (był w 1966)
- kpt. Jan Pałka (był w 1968–był w 1973)
- por. Tomasz Szymański (był w 1974–1976)
- por. Juliusz Turek (był w 1977)
- kpt. Jan Włodarkiewicz (1977–1980)
- por. Bogdan Kudoń (1980–1981)
- kpt. Jan Wrzeszcz (1981–1983)
- por. Mieczysław Chalecki (1983–1988)
- ppor. Mieczysław Kiszowara (20.02.1988–04.02.1990)[16]
- ppor. Krzysztof Rządowski (05.02.1990–01.04.1991[d])

Komendanci strażnicy SG:
- por. SG/kpt. SG Krzysztof Rządowski (02.04.1991–wiosna 1998)
- por. SG Andrzej Miklaszewski p.o. (wiosna 1998–jesień 1998)
- por. SG Mirosław Makarewicz (jesień 1998–01.01.2003) – do rozformowania.

Wykaz poniżej dowódców strażnicy podano za Józef Ostrowski: Lubuska Brygada Wojsk Ochrony Pogranicza 1945–1989. Ludzie – wydarzenia. Brak numerów stron w książce
- kpt. Jan Włodarkiewicz
- kpt. Jan Pałka
- kpt. Jerzy Wrzeszcz
- kpt. Mieczysław Chalecki.